# Sarah Chepchirchir
Sarah Chepchirchir (née le 27 juillet 1984) est une athlète kényane, spécialiste des courses de fond. 

## Biographie
En 2017, Sarah Chepchirchir remporte le Marathon de Tokyo en 2 h 19 min 47 s. Deux ans plus tard, elle est suspendue provisoirement pour irrégularité sur son passeport biologique par l'Athletic Integrity Unit. Après 4 années de suspension, elle est à nouveau contrôlée positive lors de sa deuxième course de rentrée,.

## Palmarès
| Date | Compétition             | Lieu       | Résultat | Épreuve          | Performance     |
| ---- | ----------------------- | ---------- | -------- | ---------------- | --------------- |
| 2011 | 20 km de Paris          | Paris      | 1re      | 20 kilomètres    | 1 h 6 min 7 s   |
| 2013 | Course Paris-Versailles | Versailles | 1er      | Course populaire | 53 min 28 s     |
| 2013 | 20 km de Paris          | Paris      | 1re      | 20 kilomètres    | 1 h 5 min 3 s   |
| 2017 | Marathon de Tokyo       | Tokyo      | 1re      | Marathon         | 2 h 19 min 47 s |

## Records
| Épreuve       | Performance     | Lieu   | Date             |
| ------------- | --------------- | ------ | ---------------- |
| 10 kilomètres | 31 min 25 s     | Paris  | 4 mars 2012      |
| 20 kilomètres | 1 h 5 min 3 s   | Paris  | 13 octobre 2013  |
| Semi-marathon | 1 h 7 min 52 s  | Xiamen | 10 décembre 2016 |
| Marathon      | 2 h 19 min 47 s | Tokyo  | 26 février 2017  |